# TruseScale Miniatures
A TrueScale Miniatures (a TSM betűszóról is ismert) hongkongi székhelyű, gyűjthető méretarányú modellautókat gyártó vállalat, amelyet a tajvani Glen Chou alapított 2006-ban. 2007-ben a TrueScale Miniatures kiadta első termékét, a „Garage Essentials” nevűt, amely garázs-márkaeszközök méretarányos másolata volt.

## Iparág

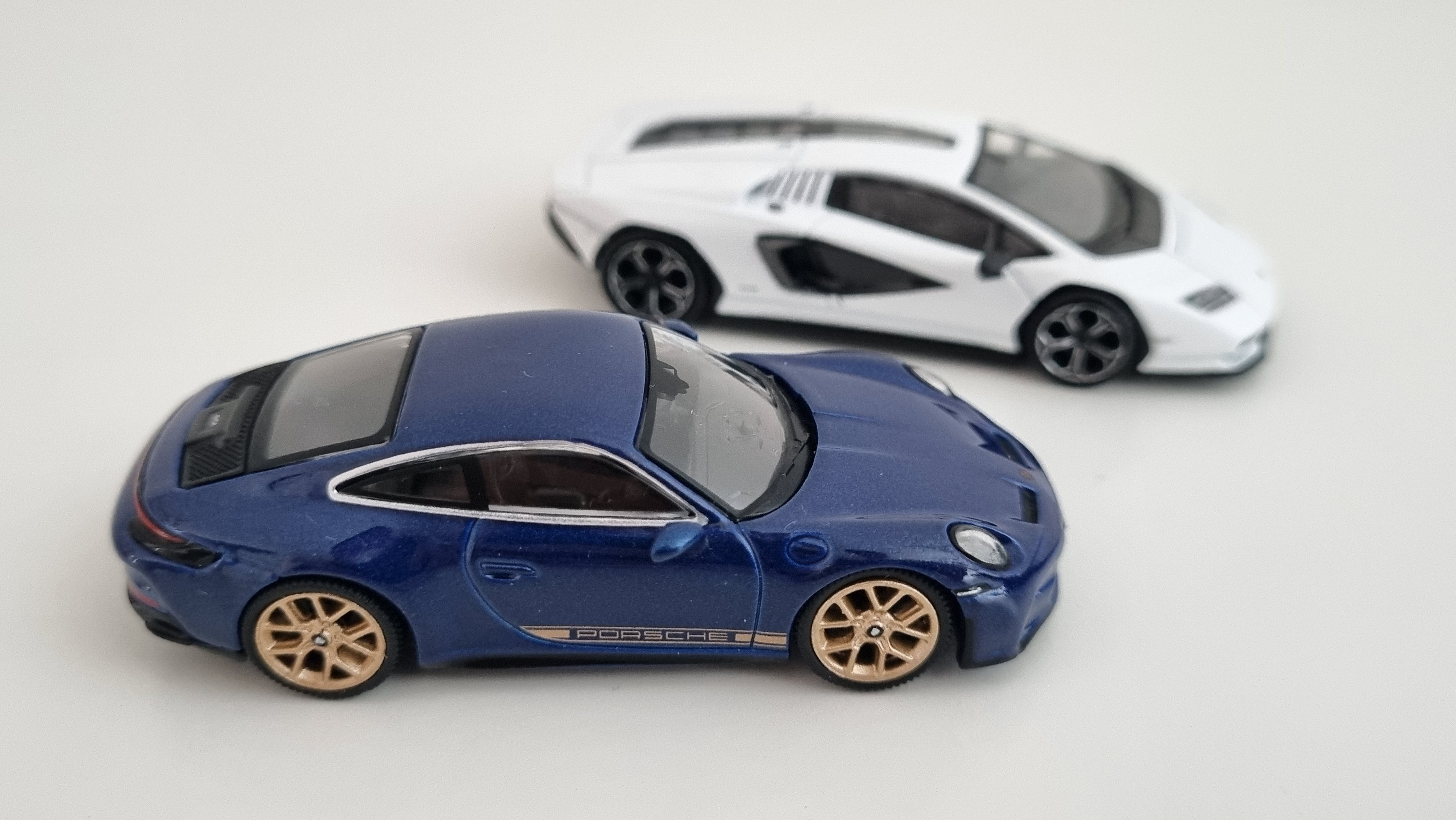
MiniGT 1:64 méretarány modellautók: Porsche 911 és Lamborghini Countach

A TrueScale vagy TSM, ahogyan a közösségi fórumokon gyakran emlegetik, a motorsportokra összpontosít, a klasszikus Forma-1-re és a sportautó-versenyekre, és annak különböző formáira. 
A TrueScale Miniatures a modellautó-gyűjtőket és a motorsportok rajongóit szolgálja ki különböző csatornákon keresztül, de a fő hangsúly a modellautó-hobbiiparon van, amint azt az iparágspecifikus magazinokban, például a Car Room magazinban megjelent intenzív reklámjuk és termékismertetőik, valamint a kapcsolódó szakkiállításokon, mint például a Nürnbergi Nemzetközi Játékvásáron való részvételük is mutatja. Termékeik jellemzően hobbi- és gyűjteményboltokban, különféle online kereskedőknél, motorsportokkal kapcsolatos üzletekben, versenypálya árusítóknál, sőt esetenként autómúzeumokban is megtalálhatók.

## Snap-On
A TrueScale Miniatures első termékei a Snap-on katalógusból származó meghatározott eszközök 1:18 és 1:43 méretarányú másolatai voltak. Ezeket a miniatűr szerszámkészleteket jellemzően modellezők és gyűjtők használják autóipari diorámákhoz. Ezeket az első készleteket "Garage Essentials"-nek hívják, és a 2006-os Snap-on Tool Catalog 10 szerszámának miniatűr másolatát tartalmazzák. 2008-ban kiadták a "Shop Essentials" készletüket, amely számos benzinkútnál megtalálható Snap-on eszközök méretezett másolatait kínálja. Mindkét készlet a "Garage Series" része, amely továbbra is megtalálható nemcsak számos iparághoz kapcsolódó kiskereskedelmi üzletben, hanem néhány hivatalos Snap-on franchise-kereskedőnél is. Az 1:18-as méretarányú készletek főként fröccsöntött fémből állnak, némi műanyag kivitelben, míg az 1:43-as méretarányú készletek főleg műanyagból készülnek, némi fémöntéssel.

## Belépés a Diecast Model piacra
2008 elején a TrueScale belépett a fröccsöntött modellautók piacára, amikor elkezdte gyártani saját, 1:18-as méretarányú másolatait, kezdve az 1980-as Porsche 935 K3 Le Mans Apple Computer autóval. A nyitható ajtókkal, valamint a levehető motorháztetővel és a farok részével, amelyek egy rendkívül részletes motort tárnak fel, debütáltak a Sports Car Digest szerint, "minden szögből nézve teljesen lenyűgöző modellel".

## Signature Series
A Signature Series egy olyan modellsor a TrueScale Miniatures márkán belül, amelyben a versenyautó-pilóta, a csapattulajdonos vagy valaki, aki az igazi versenyautó sikereiben kulcsfontosságú, aláírását kölcsönzi a modell alapjához. Az aláírásokat kézzel írják alá, és nem reprodukálják mesterségesen, így a Signature Series modelljeik keresettebbek, mint a hasonló modellek. Maguk a modellek gyártási mennyisége korlátozott, jellemzően ezer darab alatti, ami tovább növeli a gyűjtés vonzerejét.
A Signature sorozathoz kapcsolódó személyek:
- Dan Gurney
- Jim Hall
- Jody Scheckter
- Juan Manuel Fangio II
- P J Jones
- Mario Andretti
- Peter Brock
- Gordon Murray
- Ron Dennis

## Nemzetközi jelenlét
A TrueScale Miniatures jelenleg a világ több mint 20 országában terjeszkedik. Termékeiket számos nemzetközi magazin is rendszeresen bemutatja, köztük az ausztrál The Diecast Magazine, a német Modell Fahrzeug és a japán Model Cars.

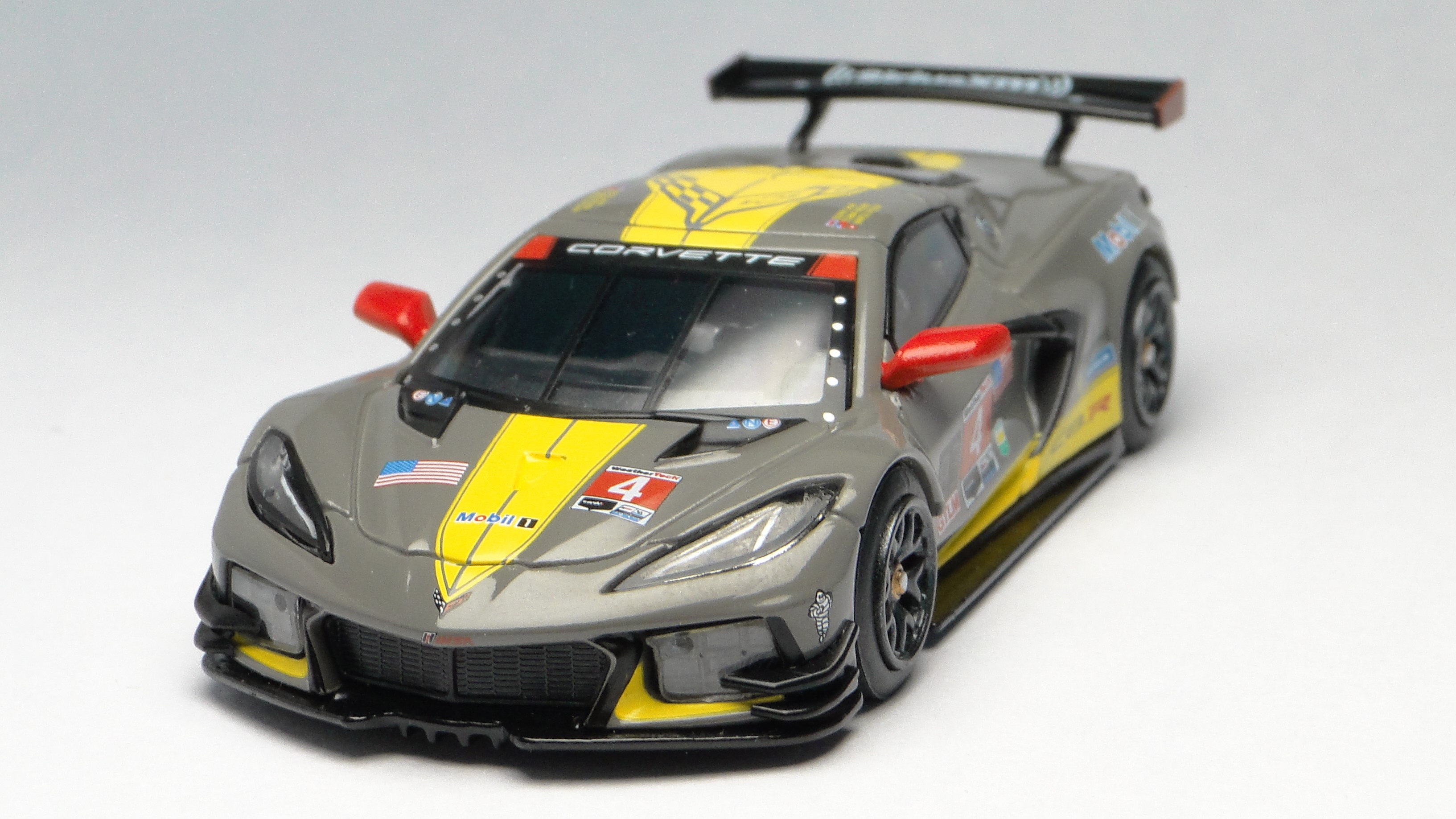
MiniGT 1:64 méretarányos modellautó: Corvette

## Coca-Cola
2009 -2010-ig a TrueScale Miniatures Coca-Cola színezéses Porsche versenyautó-modellek sorozatát gyártotta, melyeket Bob Akin híres pilóta vezetett. Noha nem ez volt az első alkalom, hogy egy vállalat Coca-Cola versenyautó-modellt állított elő, a TrueScale elismerést kapott azért, mert ilyen széles kört felölelő autókollekciót gyártott ilyen felismerhető festés alatt.

## MiniGT
A 2010-es évek közepén piacra dobtak egy 1/64-es MiniGT sorozatot, amely különféle járműveket tartalmaz. Miközben továbbra is rendkívül részletgazdag modelleket gyártanak, a Mini GT sorozat inkább a megfizethetőségre összpontosít, mivel minőségében hasonlít a Greenlight Collectibles termékeihez.
Eddig gyártott modellautóik:
- Alfa Romeo
- All American Racers
- Bentley
- Buick
- BMW
- Chevrolet
- Cadillac
- Datsun
- Goggomobil
- Honda
- Hyundai
- Lancia
- Land Rover
- Lamborghini
- Lincoln
- Lola
- McLaren
- Mini
- Nissan
- Porsche
- Rolls-Royce
- Toyota
- Tyrrell